# Guido Zucconi
Guido Vittorio Zucconi (Modena, 14 luglio 1950) è un architetto e storico dell'architettura italiano. Già presidente dell'Associazione italiana di storia urbana, ne è stato uno dei fondatori.
Figlio del giornalista Guglielmo (1919-1998) e fratello di Vittorio (1944-2019).
Laureatosi con la lode presso il Politecnico di Milano nel 1975, ha ottenuto il master in Storia dell'architettura presso l'Università di Princeton (USA) nel 1977.

## Attività accademica in Italia e nel mondo
Insegna presso lo IUAV, la Facoltà di Lettere dell'Università degli Studi di Udine e presso il Politecnico di Milano (Facoltà di Architettura - Bovisa).
Ha tenuto cicli di lezioni presso l'Università di Edimburgo e all'École pratique des hautes études di Parigi.
Ha tenuto conferenze a Roma, Napoli, Milano, Torino, Palermo, Atene, Lione, Parigi, Londra, Edimburgo, San Paolo, Brasilia.
Ha fatto parte del Collegio di Dottorato in Storia dell'architettura e della città, Scienza delle arti. Restauro presso la Fondazione Scuola di studi avanzati in Venezia, San Servolo. È stato coordinatore scientifico e membro di programmi di ricerca nazionali e internazionali.

## Opere
- La città contesa. Dagli ingegneri sanitari agli urbanisti (1885-1942) - Jaca Book - 1988
- Gino Zani. La rifabbrica di San Marino (1925-1943) - Arsenale - 1992
- Il restauro dei Tolentini: cronologia di un intervento in: Daniele Calabi, Architetture e progetti 1932-1964 - Venedig - 1992
- Venezia. Guida all'architettura - Arsenale - 1993 (anche in versione inglese)
- Firenze. Guida all'architettura - Arsenale - 1995 (anche in versione inglese)
- L'invenzione del passato. Camillo Boito e l'architettura neomedievale - Marsilio - 1997
- Dal capitello alla città. Il profilo dell'architetto totale, saggio introduttivo a: Gustavo Giovannoni, Dal Capitello alla Città - Jaca Book - 1997
- Un irregolare nel panorama italiano del dopoguerra, saggio introduttivo a: Marcello D'Olivo, Architetture e progetti 1947-1991 - Electa - 1998
- La città dell'Ottocento - Laterza - 2001
- Arte del Novecento. 1900-2001, di Stefano Gallo, Miriam Mirolla e Guido Zucconi - Mondadori Università - 2002
- La grande Venezia. Una metropoli incompiuta tra Otto e Novecento - Marsilio, 2002